# 仨十字教堂
仨十字教堂（芬蘭語：Kolmen Ristin kirkko），亦稱為沃克森尼斯卡教堂（芬蘭語：Vuoksenniskan kirkko），是位于芬兰南卡累利阿区伊马特拉市的教堂，为芬兰建筑师阿尔瓦尔·阿尔托设计。它在芬兰新式教堂建筑中极具重要意义，也是阿尔瓦尔·阿尔托在世界范围内倍受称赞的设计。

## 历史
教堂为白色粉刷的砖石结构，建于1957至1958年间，并在1958年9月28日正式启用。
教堂大厅分为三个部分，中间可移动的隔墙可以打开或合拢，可供不同的需求分成不同的场所。每个部分有着单独的出入口，总共有五个出入口。当隔墙全部打开时大厅可以容纳800个座位。音响和灯光在不对称的地方得到加强。
教堂里没有祭坛图，在相应的地方放有三个白色的木制十字架。设计时考虑到了十字架和窗户的位置，让在作圣事的时候十字架的影子投掷在墙上。教堂的窗户也较为特别：在总共103个窗户中只有两个是相同形状的。
教堂的钟楼高挑细长，高34米，像一直朝下射入的钝箭。三个大钟造于1958年。钟楼是芬兰最早使用注浆技术灌浇的地方之一。教堂内现今的管风琴造于1990年，之前的管风琴造于1959年。

## 图集

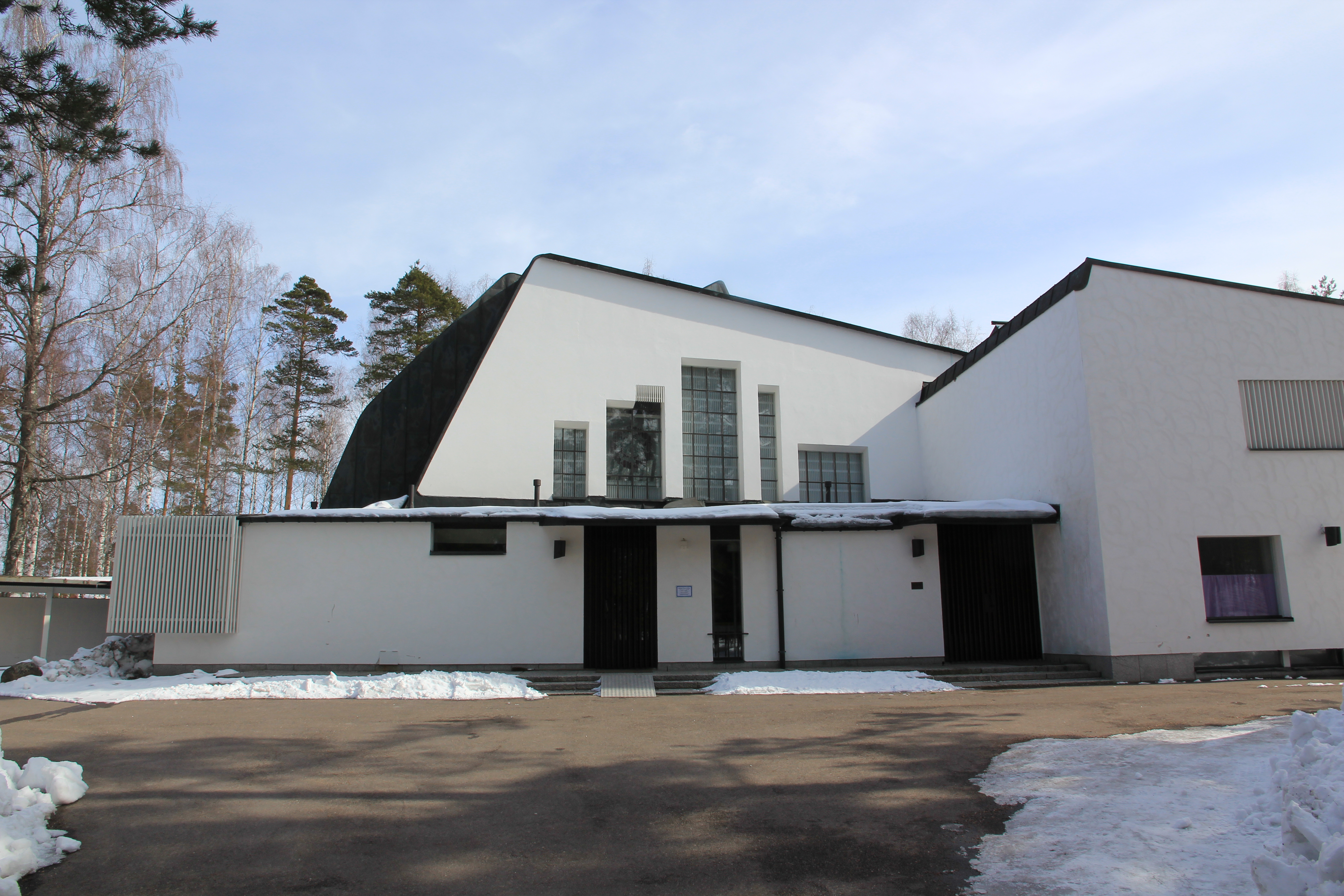
教堂外观
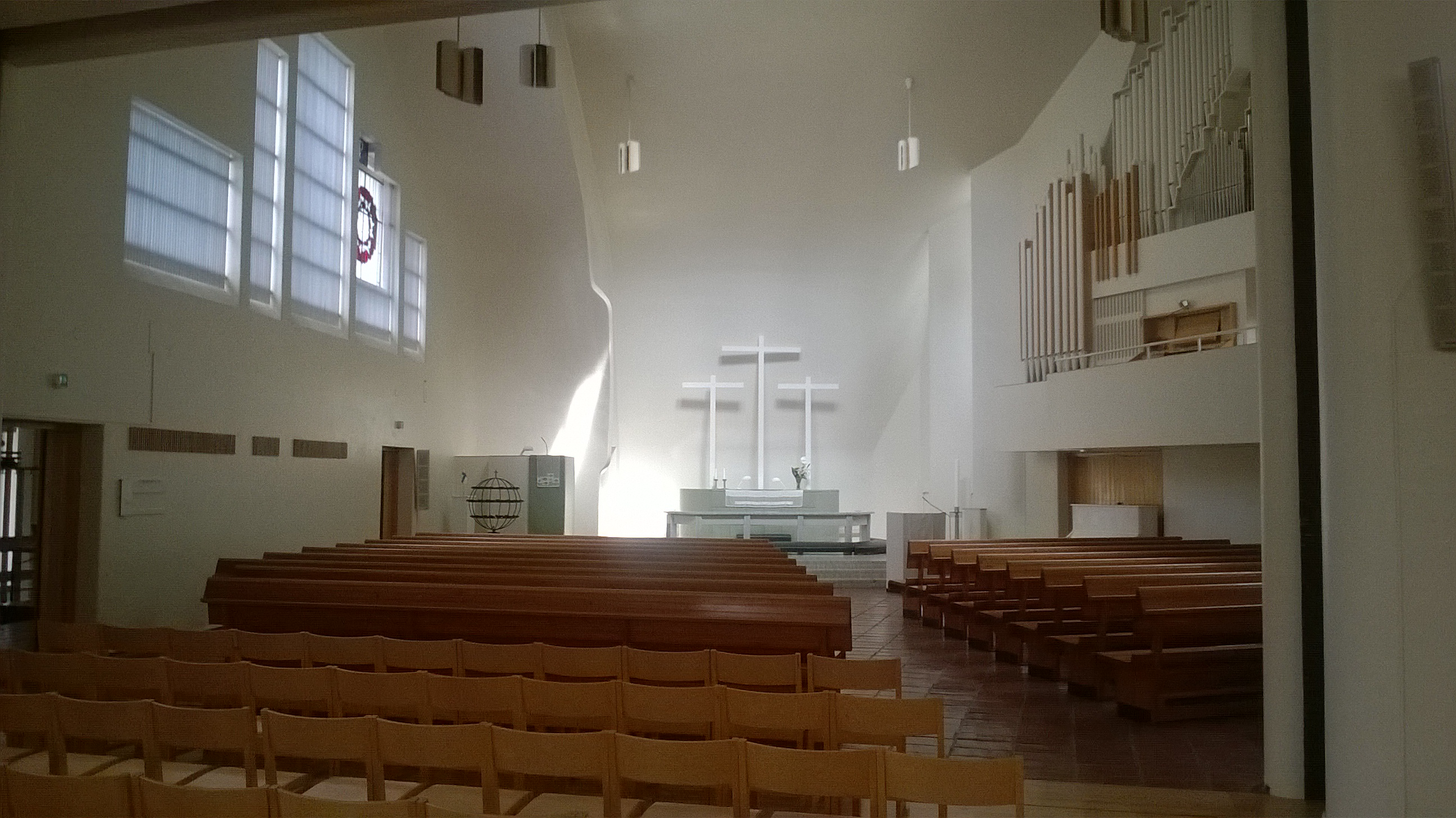
教堂内景
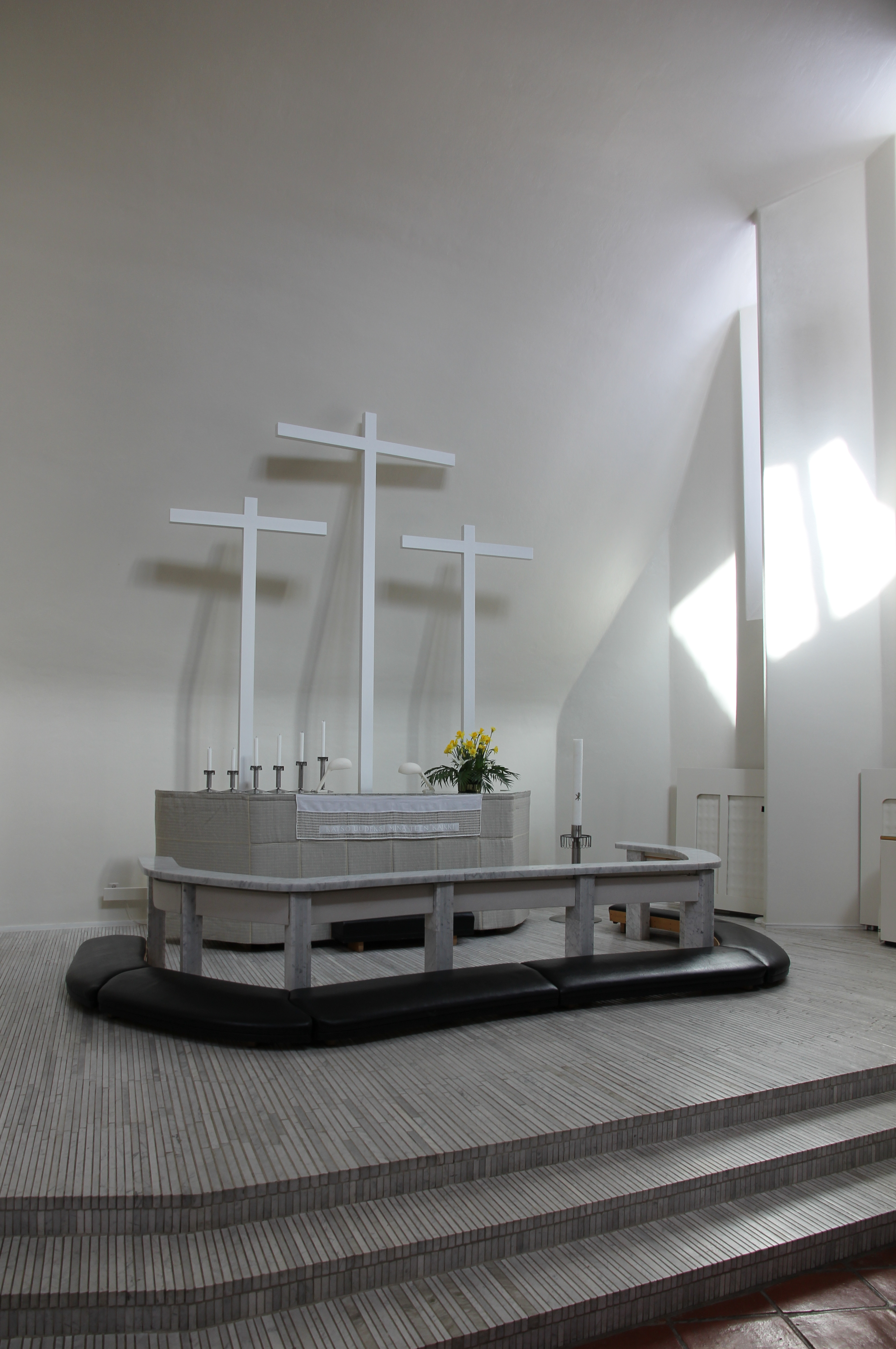
祭坛上的三个十字架
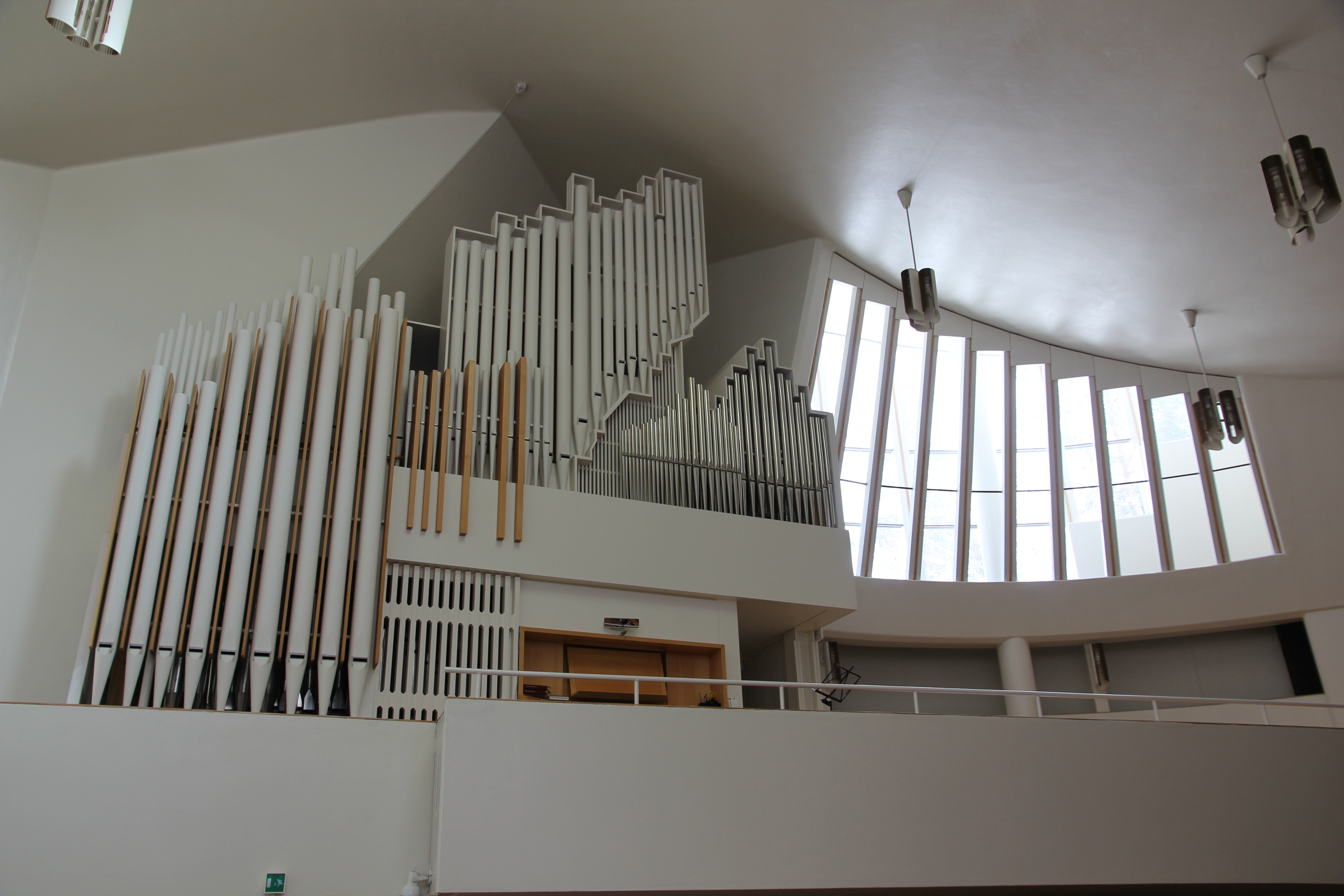
管风琴
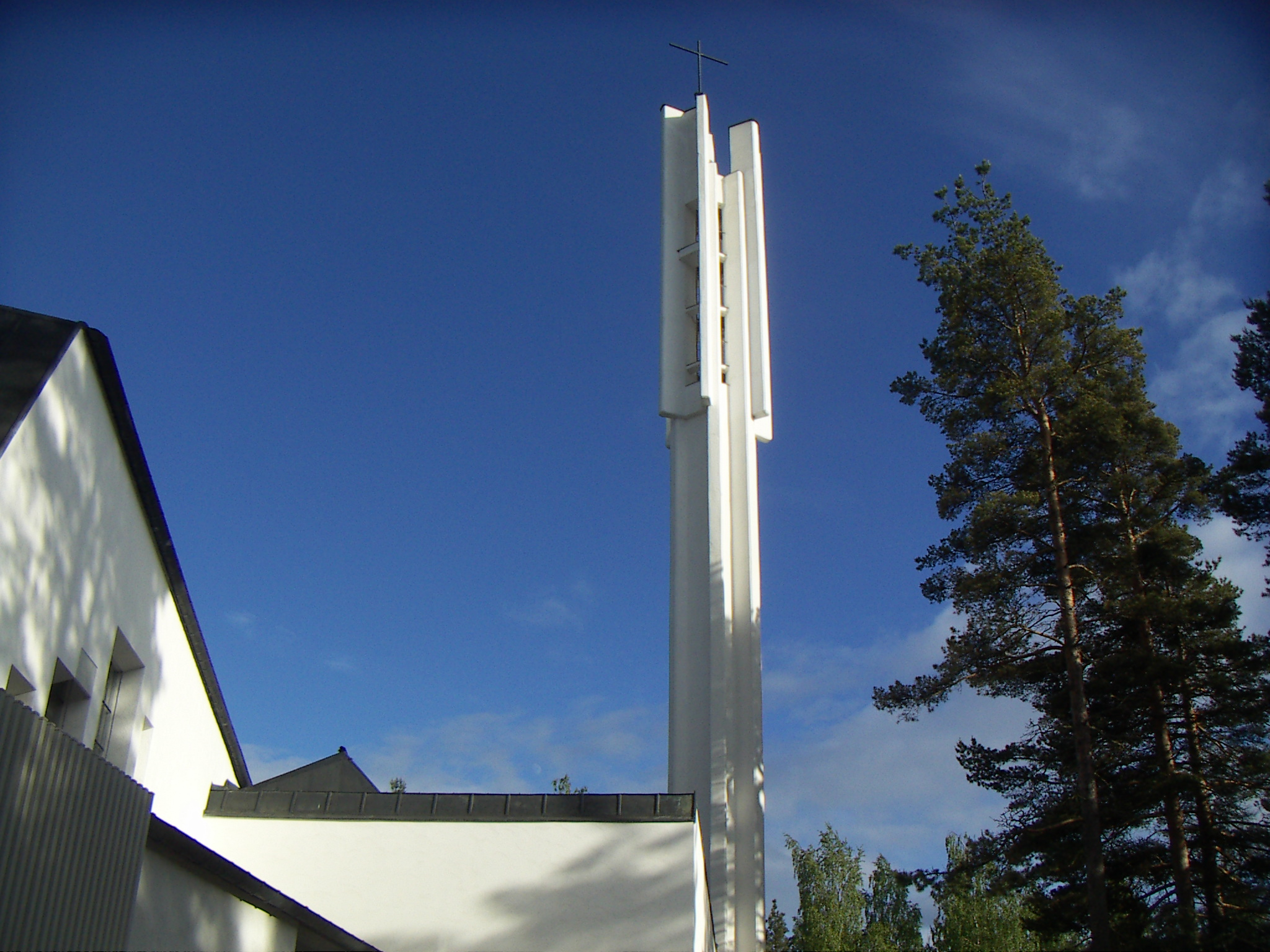
钟楼